# Lobo-marinho-da-nova-zelândia
O Lobo-marinho-da-nova-zelândia (Arctocephalus forsteri) ou kekeno na língua maori é uma espécie de lobo-marinho encontrada nas costas da Austrália e da Nova Zelândia. Foram abatidos em grande número após a descoberta da Austrália o que reduziu significativamente a população, porém atualmente encontram-se protegidas por força da lei na Nova Zelândia.